# Miró III di Cerdanya
Mirò, o Mirone, detto Bonfill. Miró in spagnolo, in portoghese, in galiziano, e in catalano. Miro in latino (920 circa – Gerona, 22 gennaio 984), fu conte della Cerdanya e di Conflent e di Besalú, assieme al fratello Oliba Cabreta, dal 965 e anche vescovo di Gerona, dal 970 fino alla sua morte.

## Origine
Miró, secondo il Gesta Comitum Barchinonensium, era il figlio maschio quartogenito del Conte di Cerdanya, di Conflent e di Besalú, Miró II e di Ava (?-prima del 26 febbraio 961, data in cui secondo lo storico catalano, Pròsper de Bofarull i Mascaró, Ava risultava defunta), che, secondo alcuni storici figlia del conte Fedele di Ribagorza.

Miró II di Cerdanya era il figlio maschio terzogenito del Conte di Urgell, della Cerdanya, di Gerona, di Conflent, d'Osona, e di Barcellona, Goffredo il Villoso e di Guinidilda († prima del 904), originaria delle Fiandre, sia secondo la Crónica de San Juan de la Peña, che secondo l'Ex Gestis Comitum Barcinonensium (secondo la storica britannica Alison Weir, nel suo libro "Britain's Royal Families: The Complete Genealogy" (edizione 2002), era figlia di Baldovino I delle Fiandre e di Giuditta, la figlia del re dei Franchi occidentali, Carlo il Calvo). Mentre alcuni storici catalani sostengono che fosse d'origine catalana, forse figlia di Mirò I (quindi nipote di Goffredo il Villoso) conte di Rossiglione, oppure di Borrell, Conte di Cerdagna, Urgell e Osona oppure ancora di Sunifredo. Quindi Mirò II era fratello dei conti di Barcellona, Goffredo II Borrell I, Sunyer e del Conte di Urgell, Sunifredo II.

La penisola iberica nella prima metà del X secolo. La marca di Spagna è vassallo del regno di Francia

## Biografia
Secondo lo storico catalano, Pròsper de Bofarull i Mascaró, nel suo Los condes de Barcelona vindicados, Tome I, conferma che Mirò era il quartogenito e, per tale motivo fu avviato a una carriera ecclesiastica.
Ancora secondo il Gesta Comitum Barchinonensium, suo padre Mirò II, morì nel 929 e, nella Cerdanya gli succedette suo fratello primogenito, Sunifredo come Sunifredo II. Mirò fu sepolto nel monastero di Ripoll. Secondo il Chronicon alterum Rivipullense, invece morì nel 928, data confermata anche dal Bofarull, che riporta che Mirò aveva redatto un testamento nel 926.

La contea di Besalù fu governata dal fratello, il secondogenito, Goffredo II, sino alla sua morte avvenuta nel 957
Mirò, da giovane, era stato avviato alla vita ecclesiastica, e già nel 941 viene menzionato come diacono; infatti in quella data viene citato come levita, quando fece una donazione assieme alla madre, Ava e ai tre fratelli maschi, Sunifredo, Goffredo e Oliva (Ava comitissa et filiis meis Seniofredus comes et Wifredus comes et Oliba comes et Miro levita), come da documento n° LXXVI, della Marca Hispanica sive Limes Hispanicus.
Mirò, nel 959, fece una donazione di un bene che aveva ricevuto in eredità dal fratello, Goffredo, come da documento n° MMCXXXIII del Colección diplomática del Condado de Besalú, datato 960, inerente ad una donazione.
Nel 966, suo fratello, Sunifredo II fece un'ultima donazione all'abbazia di Arles-sur-Tech, come da documento n° CV dell'Appendix della Marca Hispanica sive Limes Hispanicus, dove si era ritirato e dove, ancora secondo il documento n° CIV dell'Appendix della Marca Hispanica sive Limes Hispanicus, nel mese di ottobre, aveva fatto testamento, indicando come suoi eredi i fratelli Oliba Cabreta (fratre meo Olibane) e Miró (fratri meo Mironi).
Suo fratello, Sunifredo II, morì verso il 968, come riporta il Bofarull, e, nei suoi titoli gli succedettero entrambi i fratelli.

Mirò, dopo aver ereditato dal fratello, Sunifredo II, in quello stesso anno, 968, fece a sua volta una donazione alla chiesa di Gerona, come da documento n° CV dell'Appendix della Marca Hispanica sive Limes Hispanicus.
Due anni dopo, nel 970, fu nominato vescovo di Gerona, per cui si dedicò soprattutto all'opera episcopale e delegò gran parte dei suoi poteri di contea a suo fratello, Oliva.

Il 2 febbraio 970, aveva ceduto a "Dio e a Santa Maria" le terre ereditate dal fratello Sunifredo I, che erano appartenute ai ribelli che avevano causato la morte di Goffredo II.
Miró, vescovo e conte (Miro nutu Dei Gerundensis ecclesiæ humilis episcopus ac comes Bisuldunensis) fu tra i fondatori del Monastero di San Pietro di Besalú (Fundatio Monasterii sancti Petri Bisuldunensis), assieme ai fratelli Oliba Cabreta e Sunifredo II (cum fratribus nostro domno Olibano ac Seniofredo comitibus), come riporta il documento n° XXIV della Espana Sagrada XLIII, datato 24 novembre 977, giorno dell'inaugurazione.

In quello stesso anno, 977, Mirò fece una donazione alla chiesa di Besalù.
Nel 978 si riaccese la rivalità tra le contee di Barcellona-Girona e Cerdayna-Besalú, quando il conte Borrell II di Barcellona rivendicò nuovamente la contea di Besalú, sostenendo, senza poterlo provare, che era appartenuta a suo padre; Borrell II preparò un esercito a Banyoles per invadere Besalú con l'aiuto di truppe musulmane; l'intervento di Almanzor impedì l'alleanza tra Borrell II e il Califfato di Cordova, quindi il conte di Barcellona ritirò il suo esercito per poter difendere la tua contea. 

Il ritiro di Borrell II per Miró Bonfill fu una grazia divina.
Nel 979, Mirò ottenne una bolla da papa Benedetto VII a Roma per il monastero di San Pietro.
Miró Bonfill partecipò a un concilio tenutosi a Roma nel 981, al quale partecipò anche l'imperatore Ottone II di Sassonia, e ricevette da papa Benedetto VII l'incarico di diffondere un'enciclica contro la simonia. 

Forse è tornato in Italia due anni dopo per visitare il monastero di Bobbio.
Mirò morì nel 984, come riporta il Chronicon alterum Rivipullense (984. obitum Mironis episcopi, filii Mironis comitis); il Bofarull riporta che morì il 22 gennaio; fu tumulato nel Monastero di Ripoll.
Mirò, conte-vescovo di Besalú, era un uomo gentile di grande cultura, che scriveva sia in prosa che in versi e in un latino molto elaborato e metaforico ed anche in greco, sebbene solo una dozzina dei suoi scritti siano conservati. La sua politica di contea consisteva nel risolvere i problemi senza violenza, ma con energia; sotto il suo governo ci fu un tempo di pace solo offuscato dalle ambizioni del conte di Barcellona, Borrell II.
Era in contatto con Gerberto, il futuro papa Silvestro II, che lo teneva in grande considerazione, e contribuì senza dubbio alla formazione morale e intellettuale del nipote, che sarebbe diventato il grande abate vescovo Oliva.
A Mirò succedette suo fratello Oliba Cabreta, come unico conte di Cerdaña e di Besalù.

## Discendenza
Di Sunifredo non si conosce il nome di un'eventuale moglie né si conosce alcuna discendenza legittima.

### Fonti primarie
- (LA)  Rerum Gallicarum et Francicarum Scriptores, Tomus IX.
- (LA)  Viage literario a las iglesias de España. Tomo 5.
- (LA)  Colección diplomática del Condado de Besalú, tomus XV.
- (LA)  España Sagrada Tomo XLIII.
- (LA)  Marca Hispanica sive Limes Hispanicus.
- (LA)  Crónica de San Juan de la Peña.

### Letteratura storiografica
- Rafael Altamira, Il califfato occidentale, in «Storia del mondo medievale», vol. II, 1999, pp. 477–515.
- René Poupardin, I regni carolingi (840-918), in «Storia del mondo medievale», vol. II, 1999, pp. 583–635.
- Louis Alphen, Francia: gli ultimi Carolingi e l'ascesa di Ugo Capeto (888-987), in <<Storia del mondo medievale>>, vol. II, 1999, pp. 636–661
- (ES)  Bofarull i Mascaró, Los condes de Barcelona vindicados, Tome I,.